# الكتابة في الفضاء الخارجي

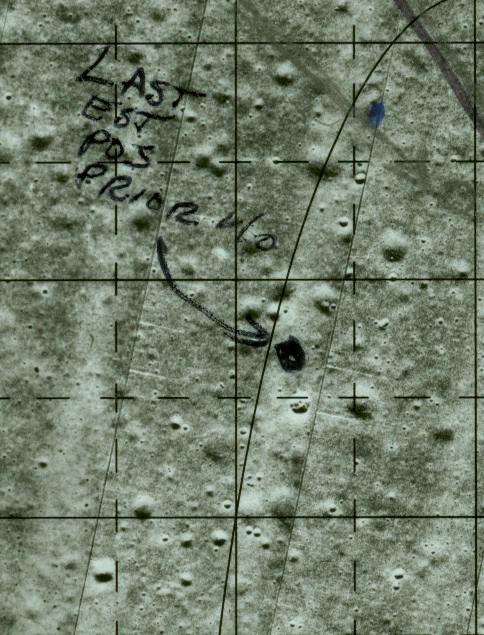
ملاحظات على خريطة كتبت بقلم مايكل كولينز على متن وحدة القيادة كولومبيا

تم استخدام العديد من الأدوات للكتابة في الفضاء الخارجي، بما في ذلك أنواع مختلفة من أقلام الرصاص والأقلام. كان بعضها نسخًا غير معدلة من أدوات الكتابة التقليدية ؛ تم اختراع البعض الآخر خصيصًا لمواجهة مشاكل الكتابة في ظروف الفضاء.
هناك اعتقاد خاطئ شائع مفاده أن في مواجهة حقيقة أن أقلام الحبر الكروية لن تكتب في الجاذبية الصفرية، تم تصميم قلم فيشر الفضائي كنتيجة لملايين الدولارات من الإنفاق غير الضروري من جانب ناسا . عندما اتخذ الاتحاد السوفيتي الطريق الأبسط والأرخص لمجرد استخدام أقلام الرصاص، مما جعل القلم مثالًا على الهندسة الزائدة.
في الواقع، تم تطوير قلم الفضاء بشكل مستقل من قبل بول سي فيشر، مؤسس شركة فيشر بين، بمبلغ مليون دولار من أمواله الخاصة. اختبرت ناسا ووافقت على القلم للاستخدام في الفضاء، خاصةً لأنها أقل قابلية للاشتعال من أقلام الرصاص، ثم اشترت 400 قلم بسعر 6 دولارات لكل قلم. وفي وقت لاحق، اشترى الاتحاد السوفيتي أيضًا قلم الفضاء لرحلات الفضاء سويوز.
عندما تكون جميع عمليات الكتابة في الفضاء المخصصة للتسجيل الدائم (على سبيل المثال، السجلات والتفاصيل ونتائج التجارب العلمية) إلكترونية، فإن مناقشة أدوات الكتابة في الفضاء تكون أكاديمية إلى حد ما: يتم إنتاج نسخة ورقية بشكل غير منتظم، اعتبارًا من عام 2019. تحتاج أجهزة الكمبيوتر المحمولة المستخدمة (اعتبارًا من عام 2012، IBM / Lenovo ThinkPads) إلى التخصيص لاستخدام المساحة، مثل مقاومة الإشعاع والحرارة والنار.